# Bugami
Bugami är ett kortspel uppfunnet av den engelske kortspelsspecialisten David Parlett. Spelet går ut på att undvika att ta hem stick som innehåller kort i en viss färg, och liknar i så måtto kortspelet hjärter. Men medan det i spelet hjärter alltid är just färgen hjärter som ska undvikas, så ska i bugami varje spelare själv välja vilken färg man avser att ta så få kort som möjligt av.